# José Agustinho da Silva

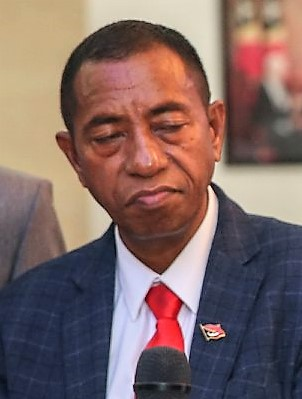

José Agustinho da Silva (* 11. März 1974 in Ossorua, Portugiesisch-Timor) ist ein osttimoresischer Politiker. Er ist Mitglied der Kmanek Haburas Unidade Nasional Timor Oan (KHUNTO). Von 2018 bis 2023 war Silva Minister für Transport und Kommunikation. Im Zivilberuf ist Silva Lehrer und unterrichtete an der Universidade Nasionál Timór Lorosa'e (UNTL).

## Politisches Leben

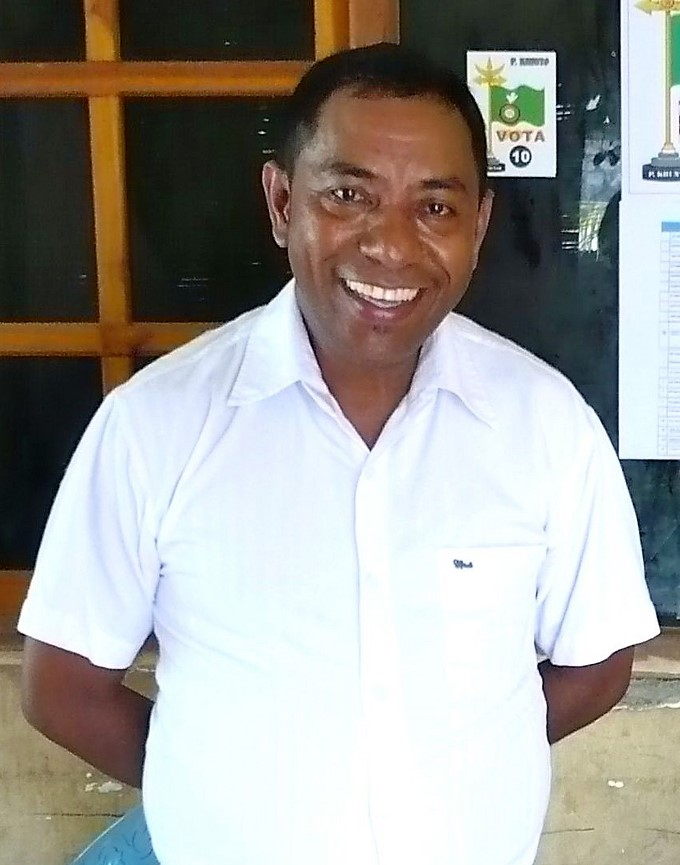
José Agustinho da Silva bei einem Interview (2012)

Silva löste António Verdial de Sousa als Generalsekretär der KHUNTO ab.
Bei den Parlamentswahlen in Osttimor 2012 scheiterte die KHUNTO knapp an der Drei-Prozent-Hürde. Silva hatte auf der Parteiliste auf Platz 3 kandidiert.
2017 gelang Silva bei den Parlamentswahlen am 22. Juli auf Platz 4 der Parteiliste der KHUNTO der Einzug in das Nationalparlament als Abgeordneter. Hier war er Präsident der Kommission für Gesundheit, Bildung, Kultur, Veteranen und Gleichstellung der Geschlechter (Kommission F) und stellvertretendes Mitglied im Verwaltungsrat des Parlaments. Seit September 2017 war er zudem Ersatzdelegierter der nationalen Gruppe des Nationalparlaments bei der parlamentarischen Versammlung der Gemeinschaft der Portugiesischsprachigen Länder (CPLP).
Bei den vorgezogenen Neuwahlen 2018 stand Silva auf Platz 20 der Aliança para Mudança e Progresso (AMP), zu der auch KHUNTO gehört, und kam erneut in das Parlament. Am 22. Juni 2018 wurde Silva zum Minister für Transport und Kommunikation vereidigt, weswegen er automatisch seinen Abgeordnetensitz abgeben musste. Bei den Parlamentswahlen 2023 trat Silva nicht mehr an. Das Ministeramt hatte er bis zum Ende der Legislaturperiode am 30. Juni 2023 inne.